# Cumbernauld
Cumbernauld [ˌkʌmbərˈnɔːld] ist eine Planstadt in North Lanarkshire, Schottland, gegründet 1956, als Glasgow an Übervölkerung litt. Ihre Einwohnerzahl lag 2011 bei 52.270 Einwohnern. Cumbernauld ist der zehntbevölkerungsreichste Ort in Schottland und die bevölkerungsreichste Stadt in North Lanarkshire, die im Zentrum des schottischen Central Belt liegt. Geografisch gesehen liegt Cumbernauld zwischen Ost und West, auf der schottischen Wasserscheide zwischen Forth und Clyde. Kulturell ist die Stadt jedoch stärker auf Glasgow ausgerichtet, und die Planer wollten 80 % der Häuser errichten, um den dortigen Bevölkerungsdruck zu lindern.

## Name
Der Name Cumbernauld kommt von gälischen „comar nan allt“, was so viel heißt wie „Zwischen den Wassern“. In der Tat liegt der Ort zwischen den Flüssen Clyde und Forth. 

## Sehenswertes
Bekannte Architekten wie etwa die Büros von Gillespie, Kidd & Coia und Geoffrey Copcutt waren an der Planung von Gebäuden beteiligt. So sind unter anderem zu erwähnen:
- Sacred Heart Church
- Cumbernauld Technical College von Gillespie, Kidd & Coia (1978)[3]
- Our Lady’s High School
- Kildrum Primary
- Cumbernauld Town Centre
- Cumbernauld House

### Parks
Cumbernauld House Park und Cumbernauld Glen gelten in der Bevölkerung als erholsame Grünflächen inmitten der geschäftigen Innenstadt. Hier finden sich auch einheimische Tier- und Pflanzenarten wie Dachse, Spechte und Wiesen voller Glockenblumen. Der Park wird vom North Lanarkshire Council zusammen mit den Freunden des Parks (Friends of Cumbernauld House Park) verwaltet. Cumbernauld Glen wird als Tierreservat betrachtet und vom Scottish Wildlife Trust verwaltet und betreut.

## Wirtschaft
Der Textilhersteller Mackintosh hat eine Produktionsstätte in Cumbernauld.

## Städtepartnerschaft
Cumbernauld ist durch eine Städtepartnerschaft verbunden mit Bron in Frankreich.

## Sport
In Cumbernauld war der FC Clyde von 1994 bis 2022 im Broadwood Stadium beheimatet. Da die Clyde-Fans zuvor auf anderen Fußballplätzen spielten, sind sie als "Gypsy Army" (deutsch Zigeunerarmee) bekannt. Im Jahr 2012 wurde der Rasenplatz des Broadwood Stadium in Zusammenarbeit mit den Cumbernauld Colts, einem anderen Verein der Lowland League, North Lanarkshire, spielt, ersetzt. Derzeit nutzt die Scottish Rugby Academy (West) und Hamilton Academical aus der drittklassigen Scottish League One das Broadwood Stadium.